# خیرتیه ویلما
خیرتیه ویلما (هلندی: Geertje Wielema؛ ۲۴ ژوئیه ۱۹۳۴ – ۱۸ اوت ۲۰۰۹) شناگر اهل هلند بود.
وی در مسابقات کشوری و بین‌المللی در مجموع برندهٔ ۱ مدال طلا، ۲ مدال نقره، ۱ مدال برنز شده‌است.